# Maxophone
Maxophone to włoski progresywno-rockowy zespół założony w 1973 roku w Mediolanie. Zespół wydał tylko jeden album studyjny zatytułowany Maxophone. Na długo po zakończeniu swojej krótkiej kariery zespół uzyskał status kultowego w pewnych kręgach i obecnie jest zaliczany do czołówki włoskiego rocka progresywnego. 
Muzyka zespołu charakteryzuje się wysokim poziomem umiejętności muzycznych oraz złożonymi aranżacjami, inspirowanymi zarówno przez jazz, jak i muzykę poważną. Połowa członków zespołu miała wykształcenie w zakresie muzyki poważnej, reszta zaś lata doświadczeń w innych zespołach rockowych. Zespół wykorzystywał wiele instrumentów, w tym tak niecodzienne w muzyce rockowej jak klarnet, wibrafon czy harfa.

## Dyskografia
- Maxophone (1975)
- Maxophone (wersja angielska) (1975)
- From Cocoon to Butterfly (CD + DVD) (2006)